# Maomé bin Zayed Al Nahyan
Xeique Maomé bin Zayed Al Nahyan (em inglês: Mohamed bin Zayed bin Sultan Al Nahyan; Árabe: محمد بن زايد بن سلطان آل نهيان‎; nascido em 11 de março de 1961) coloquialmente conhecido por suas iniciais como MBZ, é o atual Presidente dos Emirados Árabes Unidos, Emir de Abu Dhabi e Comandante Supremo Adjunto das Forças Armadas dos Emirados Árabes Unidos.

## Biografia
Mohamed bin Zayed nasceu em Al Ain em 11 de março de 1961 e é o terceiro filho de Zayed bin Sultan Al Nahyan, o primeiro presidente dos Emirados Árabes Unidos e governante de Abu Dhabi, e sua terceira esposa, Sheikha Fatima bint Mubarak Al Ketbi, os irmãos de Mohamed são o Khalifa bin Zayed al Nahyan, Hamdan, Hazza, Saeed, Isa, Nahyan, Saif, Tahnoun, Mansour, Falah, Diab, Omar e Khalid (bem como três irmãos falecidos, Sultan, Nasser e Ahmed). Ele também tem irmãs.
Al-Nahyan foi educado na Royal Academy em Rabat até os 10 anos de idade, onde foi colega de classe do rei Mohammed VI do Marrocos. Seu pai o enviou ao Marrocos com a intenção de que fosse uma experiência disciplinar. Ele lhe deu um passaporte com um sobrenome diferente, para que não fosse tratado como membro da realeza. Al Nahyan passou vários meses trabalhando como garçom em um restaurante local. Ele fazia suas próprias refeições e lavava sua própria roupa e muitas vezes ficava sozinho. Al Nahyan descreveu sua vida naquela época dizendo: “havia uma tigela de tabule na geladeira, e eu continuava comendo dia após dia até que um tipo de fungo se formasse na parte superior”.
Ele foi educado em escolas em Al Ain, Abu Dhabi e um verão em Gordonstoun até os 18 anos. Nos Emirados, seu pai, o xeque Zayed, encarregou um respeitado estudioso islâmico da Irmandade Muçulmana egípcia chamado Izzedine Ibrahim de sua educação. Em 1979, ele ingressou na Royal Military Academy Sandhurst graduando-se em abril de 1979. Durante seu tempo em Sandhurst, ele completou um curso fundamental de armadura, um curso fundamental de voo, um curso de paraquedismo e treinamento tático aviões e helicópteros, incluindo o esquadrão Gazelle. Durante seu tempo em Sandhurst, ele conheceu e se tornou um bom amigo de Al-Sultan Abdullah, que mais tarde se tornaria o rei da Malásia. Ambos eram oficiais cadetes da Royal Military Academy Sandhurst.
Na década de 1980, como um jovem oficial militar de férias na Tanzânia, ele conheceu o povo massai e viu seus costumes e a extensão da pobreza no país. Após seu retorno, ele foi ver seu pai, o xeque Zayed. Seu pai perguntou o que ele tinha feito para ajudar as pessoas que ele encontrou. Al Nahyan encolheu os ombros e disse que as pessoas que conheceu não eram muçulmanas. Al Nahyan disse: “Ele agarrou meu braço e me olhou nos olhos com severidade. Ele disse: 'Somos todos criaturas de Deus'”.
Ele então voltou para casa nos Emirados Árabes Unidos para participar do Curso de Treinamento de Oficiais em Sharjah. Ele desempenhou várias funções nas forças armadas dos Emirados Árabes Unidos, desde oficial da Guarda Amiri (agora chamada de Guarda Presidencial) a piloto da Força Aérea dos Emirados Árabes Unidos.

## Família
Al Nahyan é casado com a Sheikha Salama bint Hamdan bin Mohammed Al Nahyan. Eles se casaram em 1981 e têm nove filhos juntos, quatro homens e cinco mulheres:
- Sheikha Mariam bint Mohamed bin Zayed Al Nahyan
- Sheik Khalid bin Mohammed bin Zayed Al Nahyan[2]
- Sheikha Shamsa bint Mohamed bin Zayed Al Nahyan
- Sheik Theyab bin Mohamed bin Zayed Al Nahyan
- Sheik Hamdan bin Mohamed bin Zayed Al Nahyan
- Sheikha Fatima bint Mohamed bin Zayed Al Nahyan
- Sheikha Shamma bint Mohamed bin Zayed Al Nahyan
- Sheik Zayed bin Mohamed bin Zayed Al Nahyan
- Sheikha Hasa bint Mohamed bin Zayed Al Nahyan

## Controvérsias
Em 17 de julho de 2020, um magistrado de investigação francês foi nomeado para realizar a investigação contra Mohamed bin Zayed, por "cumplicidade nos atos de tortura", citando o envolvimento dos Emirados Árabes Unidos na guerra civil do Iêmen. A investigação foi inicialmente aberta em outubro de 2019, após duas denúncias contra o príncipe herdeiro durante sua visita oficial a Paris em novembro de 2018. Uma das duas denúncias foi apresentada com a constituição de partido civil por seis iemenitas, que alegou ter sido torturado, eletrocutado e queimado por cigarros em centros de detenção iemenitas controlados pelas Forças armadas dos Emirados Árabes Unidos.
Em outubro de 2021, o nome de Mohammed bin Zayed foi apresentado ao lado de quatro outras autoridades dos Emirados em uma acusação de Thomas J. Barrack, ex-conselheiro de Donald Trump. Em julho de 2021, Barrack foi preso pelas autoridades americanas por não se registrar como lobista estrangeiro para os Emirados Árabes Unidos, obstruindo a justiça e mentindo para os investigadores. Mais tarde, sua acusação de sete acusações identificou nomes de três membros da realeza dos Emirados, que foram anfitriões na recepção do Barrack em dezembro de 2016. Incluía Mohammed bin Zayed, Tahnoun bin Zayed e o diretor do serviço de inteligência dos Emirados, Ali Mohammed Hammad Al Shamsi. Dois outros funcionários dos Emirados Árabes Unidos mencionados na acusação foram Abdullah Khalifa Al Ghafli e Yousef Al Otaiba. Juntos, os funcionários foram acusados de dar a Barrack a tarefa de empurrar os interesses dos Emirados para os EUA.

## Carreira política

### Política interna dos Emirados Árabes Unidos

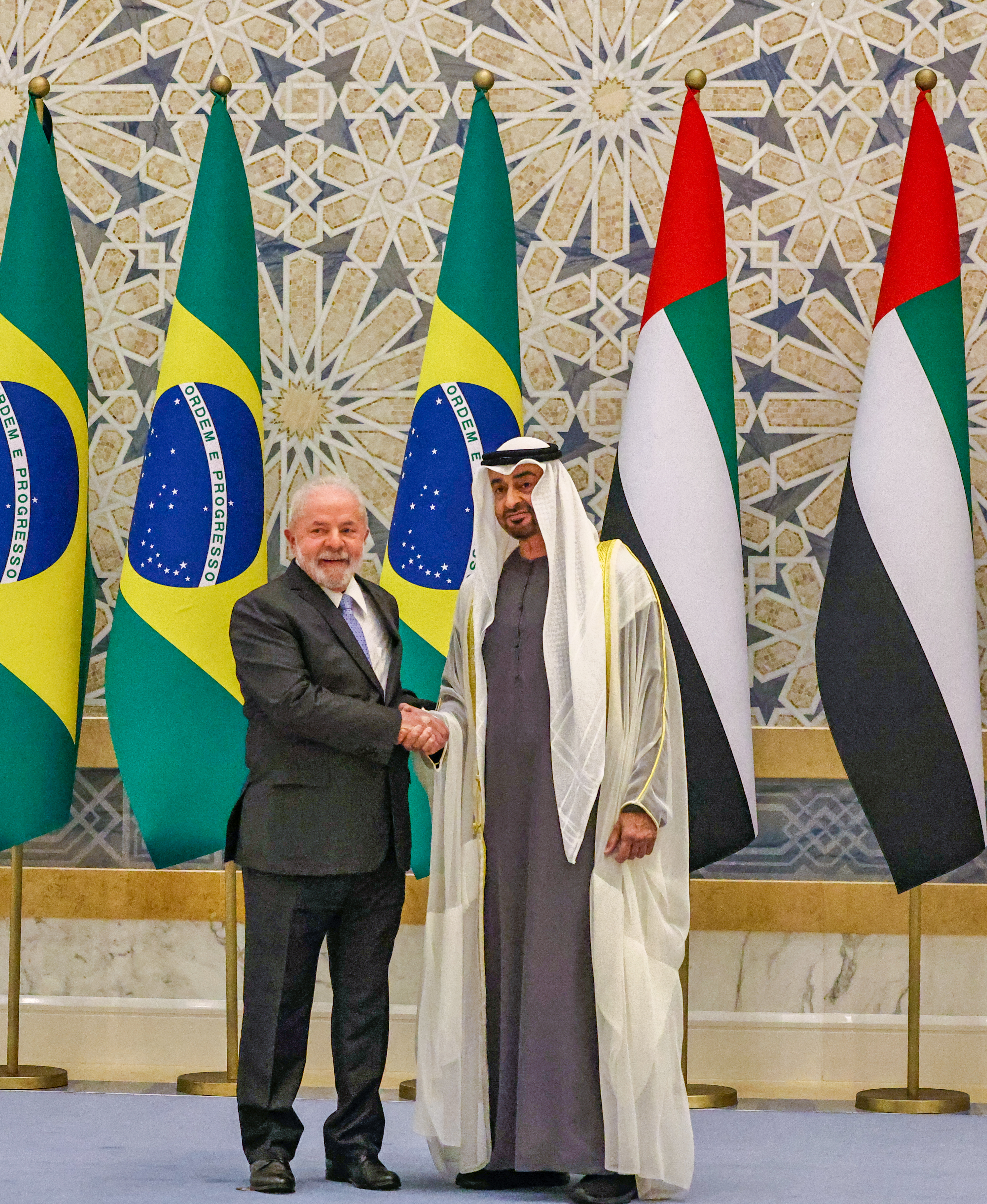
Al Nahyan e o presidente brasileiro Lula, em 2023.

Em novembro de 2003, seu pai, o xeque Zayed bin Sultan, nomeou o xeque Mohamed como vice-príncipe herdeiro de Abu Dhabi. Após a morte de seu pai, o xeque Mohamed se tornou príncipe herdeiro de Abu Dhabi em novembro de 2004 e foi nomeado comandante supremo adjunto das Forças Armadas dos Emirados Árabes Unidos em janeiro de 2005. Mais tarde naquele mês, ele foi promovido a patente de General. Desde dezembro de 2004, ele também é Presidente do Conselho Executivo de Abu Dhabi, responsável pelo desenvolvimento e planejamento do Emirado de Abu Dhabi e membro do Conselho Supremo do Petróleo. Ele também atua como um conselheiro especial do presidente dos Emirados Árabes Unidos, Khalifa bin Zayed Al-Nahyan, seu irmão mais velho.
Como resultado da doença de seu irmão, Sheikh Khalifa bin Zayed, que é o presidente dos Emirados Árabes Unidos, Al Nahyan é o governante de fato de Abu Dhabi e é responsável por receber dignitários estrangeiros na capital do distrito dos Emirados Árabes Unidos na cidade de Abu Dhabi.

#### Política econômica

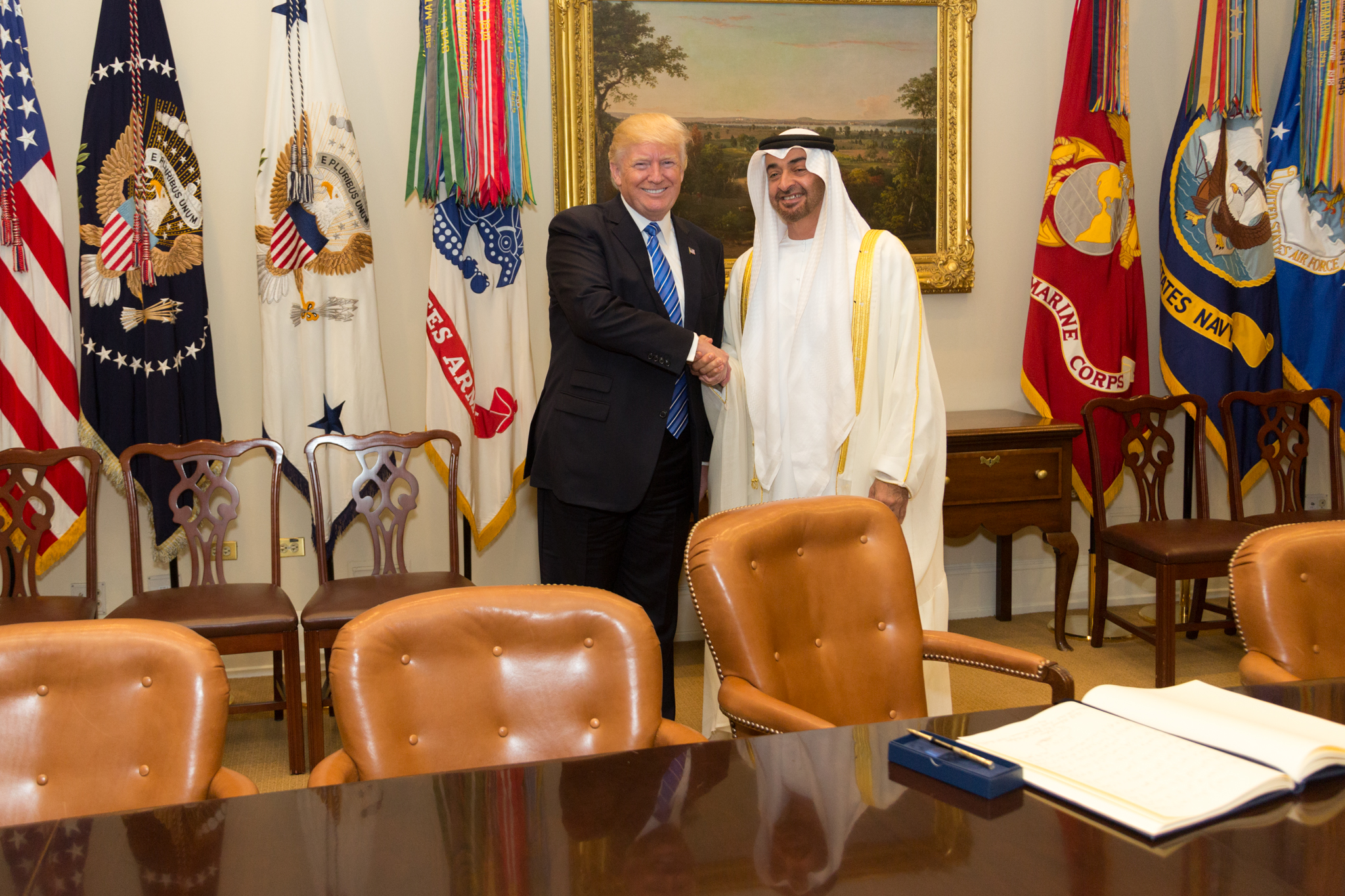
Maomé bin Zayed Al Nahyan e o então presidente dos Estados Unidos, Donald Trump.

Estudiosos caracterizaram os Emirados Árabes Unidos sob o regime de Mohammed bin Zayed como um estado rentável.
Ele chefia o Conselho de Desenvolvimento Econômico de Abu Dhabi (ADCED), e é o vice-presidente da Autoridade de Investimentos de Abu Dhabi (ADIA). Ele é o presidente da Mubadala Development Company (uma holding estatal dos Emirados que pode ser caracterizada como um fundo de riqueza soberana) e o vice-presidente da Autoridade de Investimentos de Abu Dhabi (o fundo soberano de Abu Dhabi). Ele é o chefe do Tawazun Economic Council, anteriormente conhecido como UAE offsets program bureau estabelecido em 1992 e é o chefe do Abu Dhabi Education Council, que foi estabelecido em 2005.
De acordo com o The Intercept e fazendo referência aos e-mails hackeados de Yousef Al Otiaba, um cidadão americano Khaled Hassen recebeu US$ 10 milhões em 2013 por um suposto acordo de tortura após um processo apresentado no tribunal federal de LA contra três membros importantes da família real de Abu Dhabi, incluindo Mohamed bin Zayed Al Nahyan.
Em junho de 2018, ele aprovou um pacote de estímulo de 50 bilhões de AED de 3 anos. Ele também encomendou uma revisão dos regulamentos de construção em um esforço para galvanizar o desenvolvimento urbano.

#### Conselho Supremo do Petróleo
Mohamed bin Zayed é vice-presidente do Conselho Supremo de Petróleo da Abu Dhabi National Oil Company, o principal órgão governamental responsável pelos recursos de hidrocarbonetos de Abu Dhabi. Ele supervisionou a implementação de várias estratégias de desenvolvimento e diversificação, particularmente aquelas relacionadas à produção de petróleo bruto, gasolina e aromáticos; preço do gás; e capacidade de poliolefina.

#### Política econômica
Estudiosos caracterizaram os Emirados Árabes Unidos sob o regime de Mohammed bin Zayed como um estado rentista.
Ele chefia o Conselho de Desenvolvimento Econômico de Abu Dhabi (ADCED), e é o vice-presidente da Autoridade de Investimentos de Abu Dhabi (ADIA). Ele é o presidente da Mubadala Development Company (uma holding estatal dos Emirados que pode ser caracterizada como um fundo de riqueza soberana) e o vice-presidente da Autoridade de Investimentos de Abu Dhabi (o fundo soberano de Abu Dhabi). Ele é o chefe do Tawazun Economic Council, anteriormente conhecido como UAE offsets program bureau estabelecido em 1992 e é o chefe do Abu Dhabi Education Council, que foi estabelecido em 2005.
De acordo com o The Intercept e fazendo referência aos e-mails hackeados de Yousef Al Otiaba, um cidadão americano Khaled Hassen recebeu US$ 10 milhões em 2013 por um suposto acordo de tortura após um processo apresentado no tribunal federal de LA contra três membros importantes da família real de Abu Dhabi, incluindo Mohamed bin Zayed Al Nahyan.
Em junho de 2018, ele aprovou um pacote de estímulo de 50 bilhões de AED de 3 anos. Ele também encomendou uma revisão dos regulamentos de construção em um esforço para galvanizar o desenvolvimento urbano.

#### Energia nuclear
Sob a liderança de Al Nahyan, os Emirados Árabes Unidos construíram o primeiro reator nuclear pacífico na região, a usina nuclear Barakah. Os Emirados Árabes Unidos e os EUA assinaram um acordo bilateral para cooperação nuclear pacífica que aprimora os padrões internacionais de não proliferação nuclear. Al-Nahyan também representou os Emirados Árabes Unidos na Cúpula de Segurança Nuclear de 2012 e 2014, que aconteceram na Coreia do Sul e na Holanda, respectivamente.

#### Presidência
O Conselho Federal Supremo, ou seja, os líderes dos sete estados que compõem os Emirados Árabes Unidos, elegeram o xeique Mohamed bin Zayed Al Nahyan, como novo presidente do país após uma reunião realizada em 14 de maio de 2022.

### Política externa dos Emirados Árabes Unidos
Al Nahyan desempenhou um papel de liderança na política externa dos Emirados Árabes Unidos, facilitando um maior envolvimento com as nações fora da região MENA. Al Nahyan e o presidente francês Emmanuel Macron compartilham interesses comuns no combate ao extremismo e formularam um roteiro bilateral para futuras parcerias. Al Nahyan buscou a França para aumentar a cooperação e o intercâmbio em assuntos relacionados à educação, cultura, patrimônio, economia, investimentos, energia, espaço, paz e segurança regional, cooperação de defesa, combate ao extremismo e combate às mudanças climáticas, entre outros itens. Al Nahyan também buscou parceria abrangente com Cingapura e assinou memorandos de entendimento nos quais ambas as nações concordaram em fortalecer a cooperação em negócios, finanças, investimentos, defesa, desenvolvimento e educação. Eles também assinaram três Memorandos de Entendimento nos quais concordaram em colaborar na proteção ambiental e esforços de consumo sustentável.
Ele também forneceu ajuda financeira substancial em nome dos Emirados Árabes Unidos para fortalecer sua posição no cenário internacional. Em 2018, ele viajou para a Etiópia para se encontrar com o primeiro-ministro Abiy Ahmed antes da primeira parcela de uma doação de US$ 3 bilhões dos Emirados Árabes Unidos para a Etiópia, destinada a lidar com a escassez de moeda estrangeira. Além disso, os Emirados Árabes Unidos, sob o incentivo e iniciativa de Al Nahyan, levantaram fundos para fornecer ajuda à Somália durante os períodos de seca.
Al Nahyan também desenvolveu novos relacionamentos com países da Europa Oriental. Em setembro de 2019, Mohamed bin Zayed fez sua primeira visita oficial à Bielo-Rússia para discutir acordos anteriores, questões de interesse mútuo e outras vias em vários setores, como comércio, economia e cooperação de investimento. Al Nahyan foi recebido no Palácio da Independência em Minsk pelo presidente Alexander Lukashenko.
Al-Nahyan também apóia o governo internacionalmente reconhecido do Iêmen após a guerra civil do Iêmen e apoiou a intervenção liderada pelos sauditas e apoiada pelo Ocidente no Iêmen para expulsar militantes Houthi após a conquista dos Houthis no Iêmen. Durante a visita de Al-Nahyan à França em novembro de 2018, um grupo de ativistas dos direitos humanos abriu um processo contra o príncipe herdeiro acusando-o de "crimes de guerra e cumplicidade em tortura e tratamento desumano no Iêmen". A queixa apresentada em nome do grupo de direitos humanos francês AIDL disse: "É nesta qualidade que ele ordenou bombardeios em território iemenita."

#### Estados Unidos

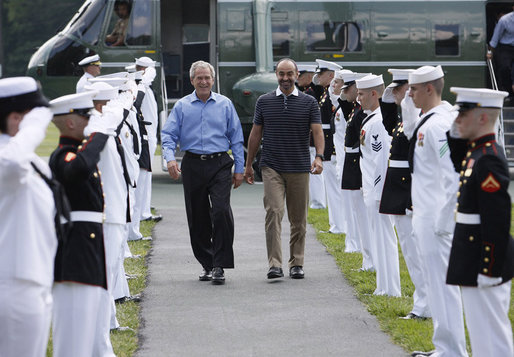
Maomé com George W. Bush em 2008

Al Nahyan considera os Estados Unidos seu principal aliado e tem um forte relacionamento com diplomatas americanos, incluindo o ex-secretário de Defesa Jim Mattis e o ex-conselheiro de segurança nacional e especialista em contraterrorismo Richard A. Clarke. Como conselheiros não remunerados, Al Nahyan os consulta e segue seus conselhos sobre o combate ao terrorismo e o fortalecimento da força militar e da inteligência dos Emirados Árabes Unidos. Durante o governo Obama, Al Nahyan teve um relacionamento inicialmente bom com o governo, mas o relacionamento se deteriorou quando Obama não se preocupou em consultar ou mesmo informar os Emirados Árabes Unidos sobre o acordo nuclear com o Irã. Os Emirados Árabes Unidos tinham muito em jogo, obrigando os comerciantes de Dubai a desistir de seus negócios lucrativos com o Irã para cumprir as sanções. De acordo com um conselheiro sênior dos Emirados, “Sua Alteza acha que os Emirados Árabes Unidos fizeram sacrifícios e depois foram excluídos”. Al Nahyan continuou conversando com Obama regularmente e ofereceu-lhe conselhos. Ele o avisou que o remédio proposto na Síria - rebeldes islâmicos - poderia ser pior do que a tirania de Assad. Ele também pediu a Obama que converse com os russos sobre o trabalho conjunto na Síria. A relação se deteriorou ainda mais quando Obama fez comentários desdenhosos em uma entrevista de 2016 no The Atlantic, descrevendo os governantes do golfo como "caronas" que "não têm a capacidade de apagar as chamas por conta própria". Após a eleição de Donald Trump, Al Nahyan voou para Nova York para se encontrar com a equipe do presidente eleito e cancelou um almoço de despedida com Obama.
Com Donald Trump no cargo, Al Nahyan compartilhou ideias semelhantes com Trump sobre o Irã e a Irmandade Muçulmana, que Trump procurou mover fortemente contra ambos. Quando criança, o pai de Al Nahyan, Sheikh Zayed, sem saber, designou um membro proeminente da Irmandade Muçulmana, Ezzedine Ibrahim, como tutor de Mohamed. Seu tutor tentou uma doutrinação que saiu pela culatra. Como explica o xeque Mohamed: “Sou árabe, sou muçulmano e oro. E nos anos 1970 e no início dos anos 1980, eu fui um deles ”, disse o príncipe Mohamed a diplomatas americanos em visita em 2007 para explicar sua desconfiança na Irmandade Muçulmana, como relataram em um cabo classificado divulgado pelo WikiLeaks. Ele declarou: “Acredito que esses caras têm uma agenda”. Trump também compartilhou as opiniões de Al Nahyan sobre o Catar, a Líbia e a Arábia Saudita, até mesmo sob o conselho de funcionários do gabinete ou de altos funcionários da segurança nacional. Em agosto de 2020, Trump, Benjamin Netanyahu e Al Nahyan anunciaram conjuntamente o estabelecimento de relações formais entre Israel e os Emirados Árabes Unidos.

#### Rússia

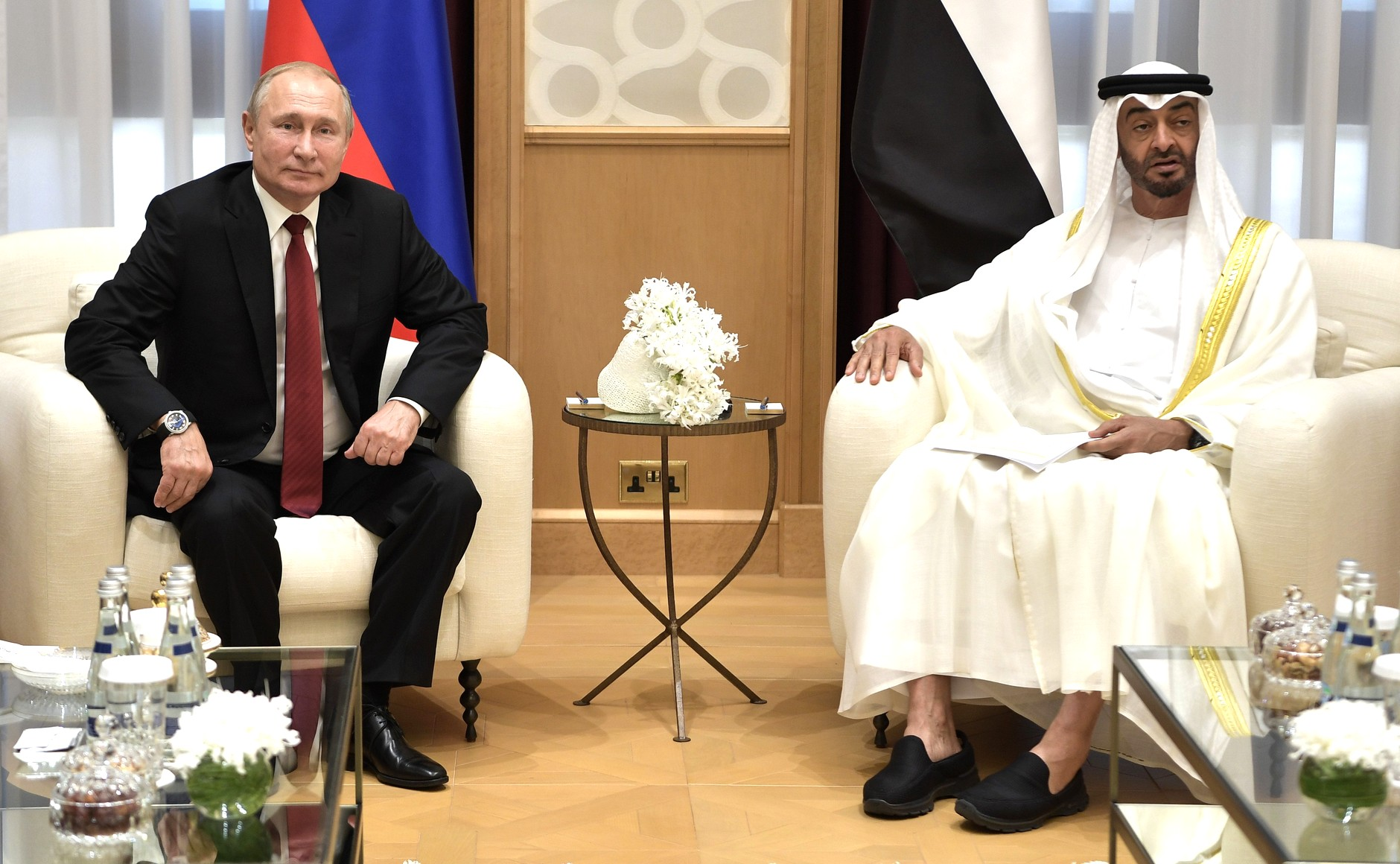
Maomé com Putin em 2019

Al Nahyan mantém um forte relacionamento com a Rússia e seu presidente Vladimir Putin, e intermediou negociações entre a Rússia e a administração Trump. Em 2016, Mohamed bin Zayed foi encontrado envolvido na intromissão russa nas eleições presidenciais dos EUA, onde seu conselheiro George Nader organizou uma reunião para ele e o príncipe herdeiro saudita Mohammed bin Salman em Seychelles com os delegados dos EUA e da Rússia, incluindo Erik Prince e Kirill Dmitriev. Em 3 de junho de 2019, Nader, que fez lobby pelos Emirados Árabes Unidos e pela Arábia Saudita, foi preso e acusado de porte de pornografia infantil. Um ano depois, ele foi condenado a dez anos de prisão por acusações de sexo infantil. Al Nahyan foi citado no relatório final do advogado especial Robert Mueller III sobre o suposto conluio entre a campanha de Trump e a Rússia, que a investigação concluiu posteriormente que não havia conluio entre a reunião que ocorreu com Al Nahyan. O forte relacionamento de Al Nahyan com a Rússia e os Estados Unidos, bem como a influência que ele exerce sobre ambas as superpotências, levou o The New York Times a rotulá-lo como o "governante mais poderoso" do mundo árabe.Putin chama Al Nahyan de "velho amigo", chamando-o de "um grande amigo de nosso país, um grande amigo da Rússia". Putin e Al Nahyan conversam regularmente ao telefone. Em uma visita oficial aos Emirados, Putin presenteou Al Nahyan com um gerifalte russo. Os Emirados Árabes Unidos também treinaram os dois primeiros astronautas dos Emirados, Hazza Al Mansouri e Sultan Al Neyadi, e lançaram com sucesso o primeiro Emirado e o primeiro Astronauta Árabe Hazza Al Mansouri para a Estação Espacial Internacional com ajuda russa.

#### Liberdade religiosa nos Emirados Árabes Unidos
O Príncipe Herdeiro de Abu Dhabi visitou o Papa Francisco em 2016 e, em fevereiro de 2019, deu as boas-vindas ao Papa Francisco aos Emirados Árabes Unidos, marcando a primeira visita papal à Península Arábica. A chegada do Papa Francisco coincidiu com uma conferência intitulada “Conferência Global da Fraternidade Humana”, patrocinada por Mohamed bin Zayed. A conferência apresentou palestras e workshops sobre como a promoção da tolerância e do entendimento mútuo pode ajudar a prevenir conflitos e extremismo. Como parte dessa visita, o Papa Francisco celebrou a primeira Missa Papal a ser celebrada na Península Arábica em Zayed Sports City, na qual 180 000 fiéis de 100 países, incluindo 4 000 muçulmanos, estavam presentes.
Ele viajou pelo mundo promovendo o tema dos Emirados Árabes Unidos para 2019: Ano da Tolerância. Ele também esteve envolvido em esforços regionais e globais para conter o extremismo violento, falando com autoridades na Índia, o presidente egípcio Abdel Fattah el-Sisi e outros líderes sobre a parceria nesses esforços.
Em 2019, foi lançado o Zayed Global Fund for Coexistence, uma iniciativa que expõe os princípios e objetivos detalhados no Documento da Fraternidade Humana assinado pelo Papa Francisco e Dr. Ahmad Al Tayeb, Grande Imam de Al Azhar.

## Carreira militar
Al Nahyan serviu como oficial da Guarda Amiri (agora conhecida como Guarda Presidencial), como piloto na Força Aérea dos Emirados Árabes Unidos, como Comandante da Força Aérea e Defesa Aérea dos Emirados Árabes Unidos e como Vice-Chefe do Estado-Maior das Forças Armadas. Em 2005, foi nomeado Vice-Comandante Supremo das Forças Armadas dos Emirados Árabes Unidos e, consequentemente, promovido a Tenente-General.
No início da década de 1990, Al Nahyan disse a Richard Clarke, então secretário de Estado assistente, que queria comprar o caça F-16. Clarke respondeu que ele deve estar se referindo ao F-16A, o modelo que o Pentágono vendeu para aliados americanos. Al Nahyan disse que não, ele queria um modelo mais novo sobre o qual leu na Semana da Aviação, com um avançado sistema de radar e armas. Clarke disse a ele que esse modelo ainda não existia; os militares não fizeram a pesquisa e o desenvolvimento necessários. Al Nahyan disse que os Emirados Árabes Unidos pagariam pela pesquisa e desenvolvimento. As negociações subsequentes duraram anos e, de acordo com Clarke, “ele acabou com um F-16 melhor do que a Força Aérea dos Estados Unidos”.
Sob a liderança de Al-Nahyan, ele tornou o jiu-jitsu obrigatório nas escolas. Em 2014 ele estabeleceu o recrutamento militar, forçando os jovens emiratis a suportar um ano de campo de treinamento, inicialmente executando um projeto piloto dentro de sua própria família e fazendo com que suas próprias filhas funcionassem conforme o tamanho da amostra, fazendo-as suportar um campo de treinamento. Ele convidou o major-general Mike Hindmarsh, ex-chefe aposentado do Comando de Operações Especiais da Austrália, para ajudar a reorganizar as forças armadas dos Emirados. Segundo o New York Times, como resultado da visão de Al Nahyan, as Forças Armadas dos Emirados Árabes Unidos tornaram-se os militares mais bem equipados e treinados da região, além de Israel. Sob a liderança de Al Nahyan, as Forças Armadas dos Emirados Árabes Unidos também foram comumente apelidadas de "Pequena Esparta" pelo General das Forças Armadas dos Estados Unidos e ex-secretário da Defesa dos EUA, James Mattis, como resultado de seu papel militar ativo e eficaz, apesar de seu pequeno pessoal ativo.
De acordo com um estudo de 2020, as reformas de Al Nahyan aumentaram com sucesso a eficácia dos militares dos Emirados Árabes Unidos.

## Outros interesses

### Apoio às artes
Em um esforço para promover o turismo e diversificar a cena artística local, Mohamed bin Zayed apoiou a construção de museus de arte, incluindo o Louvre Abu Dhabi e o próximo Guggenheim Abu Dhabi, bem como locais de patrimônio cultural como Qasr Al Hosn.
Em junho de 2009, al-Nayhan e o então presidente Nicolas Sarkozy da França inauguraram uma exposição no Emirates Palace Hotel, que incluiu obras de arte adquiridas para o Louvre Abu Dhabi, bem como empréstimos dos museus nacionais franceses para marcar o início do obra de construção do posto avançado do Louvre, localizado no distrito cultural da Ilha Saadiyat. O museu foi inaugurado em novembro de 2017.
Al-Nayhan também afirmou estar confiante de que o Guggenheim Abu Dhabi seria capaz de "acumular uma coleção de arte de prestígio" na época de sua inauguração em 2012.
Seu apoio vai além das artes visuais e vai até as orais. Amante da poesia de Nabati, ele frequentemente oferece apoio a concursos locais de poesia, recebendo alguns deles sob seu patrocínio.

### Conservação da natureza
O príncipe herdeiro de Abu Dhabi se concentrou na proteção da natureza ao liderar os esforços dos Emirados Árabes Unidos para proteger os falcões selvagens, abetardas e o Oryx árabe, e doou US$ 1 milhão para uma iniciativa que visa prevenir a morte de pássaros selvagens relacionados à linha de energia. Este último esforço faz parte do lançamento da Fundação Sheikh Mohamed Bin Zayed Raptor para a Conservação de US$ 20 milhões.
Além disso, ele dirige o Fundo de Conservação de Espécies Mohamed bin Zayed, um fundo filantrópico estabelecido que oferece subsídios direcionados a iniciativas de conservação de espécies individuais, reconhece líderes no campo da conservação de espécies e eleva a importância das espécies no discurso público. O Fundo também visa inspirar contribuições adicionais aos esforços de conservação de espécies em todo o mundo.
Uma espécie de lagarto - Enyalioides binzayedi - foi batizada em sua homenagem como criador do Fundo de Conservação de Espécies Mohamed bin Zayed, que forneceu apoio financeiro às expedições que levaram à descoberta da espécie no Parque Nacional da Cordilheira Azul, no Peru. Em 2017, uma espécie rara e majestosa de bordo foi nomeada em sua homenagem. Acer binzayedii é encontrado na floresta montanhosa de nuvens de Jalisco, no oeste do México.
Ele prometeu US$ 15 bilhões para o desenvolvimento de tecnologias de energia solar, eólica e de hidrogênio em seu país. Por meio da instalação de propriedade da Mubadala, GlobalFoundries, Al Nahyan ajudou a desenvolver o programa de fabricação de semicondutores dos Emirados Árabes Unidos, abrindo caminho para tecnologias avançadas, inclusive no setor de energia.

### Educação, ciência e inovação
Ele foi o presidente do Centro para Estudos Estratégicos e Pesquisa dos Emirados (ECSSR) e tem interesses diversos nestas áreas.

### Filantropia
Em 2011, Al-Nahyan e a Fundação Gates prometeram US$ 50 milhões cada um para financiar a compra e entrega de vacinas para crianças no Afeganistão e no Paquistão. Dois terços do total de US$ 100 milhões foram dados à GAVI Alliance para comprar e administrar a vacina pentavalente e a vacina pneumocócica, imunizando aproximadamente 5 milhões de crianças afegãs contra seis doenças. O restante da doação foi alocado para a Organização Mundial da Saúde, que a usou para comprar e administrar a vacina oral contra a poliomielite a aproximadamente 35 milhões de crianças no Afeganistão e no Paquistão. A GPEI anunciou em abril de 2018 que os Emirados Árabes Unidos haviam cumprido o compromisso de US$ 120 milhões feito por Al Nahyan, distribuindo os US$ 12 milhões finais da promessa feita na Cúpula Global de Vacinas de 2013 em Abu Dhabi.
Suas contribuições para iniciativas globais de saúde também incluem uma doação de US$ 30 milhões à Parceria Roll Back Malaria para ajudar a combater a malária. Um mês depois de anunciar a doação, Abu Dhabi sediou um fórum global de saúde centrado nos esforços para eliminar doenças em todo o mundo, como malária, poliomielite e oncocercose.
Ele também doou 55 milhões de AEDs para a Iniciativa Global da ONU para Combater o Tráfico Humano.
A Zayed Charity Marathon, que acontece na cidade de Nova York, arrecadou milhões de dólares desde sua inauguração em 2005. A corrida aumenta a conscientização sobre doenças renais, e os lucros vão para a Fundação Nacional do Rim dos Estados Unidos. Al Nahyan lançou o evento em homenagem a seu pai, que recebeu um transplante de rim na Cleveland Clinic em 2000.
Ele contribuiu para melhorar a saúde mundial lançando o Fundo Alcançando a Última Milha. Em 2017, ele lançou o fundo para arrecadar US$ 100 milhões com o objetivo de erradicar, eliminar e controlar doenças evitáveis que afetam a saúde e as perspectivas econômicas das pessoas mais pobres do mundo.
Al Nahyan comprometeu US$ 20 milhões ao Fundo. Outros contribuintes incluem a Fundação Bill & Melinda Gates e o governo britânico. As doações serão administradas pelo Fundo END, uma plataforma de investimento filantrópico focada no combate às cinco doenças tropicais negligenciadas mais comuns: cegueira dos rios, filariose linfática, poliomielite, malária e doença do verme da Guiné. Além disso, Al Nahyan anunciou sua intenção de fundar um instituto de pesquisa com sede em Abu Dhabi para desenvolver políticas de combate a doenças infecciosas.
A cadeira da Universidade do Texas para conhecimento científico e médico na pesquisa do câncer leva o nome de Al-Nahyan como resultado de uma concessão de financiamento ao MD Anderson Cancer Center da Al-Nahyan para apoiar pesquisas baseadas em análises genéticas.

### Esportes
Fã de falcoaria de longa data, o príncipe herdeiro de Abu Dhabi estabeleceu a Escola de Falcoaria e Fisionomia do Deserto Mohamed bin Zayed com o objetivo de promover e manter a tradição antiga ensinando-a às novas gerações de emiratis. Ele mesmo aprendeu a prática com seu falecido pai.
Em março de 2019, os Jogos Mundiais das Olimpíadas Especiais foram sediados em Abu Dhabi. Durante os Jogos, Al Nahyan afirmou a importância da solidariedade e do empoderamento dos participantes durante o evento, bem como em seus respectivos países.
Títulos e honrarias
Homem da Humanidade: título filantrópico concedido pela Fundação Gravissimum Educationis do Vaticano.

## Honrarias
- A Ordem do Trono, Classe Oficial, concedida pelo Rei Hassan II do Marrocos em junho de 1986.
- Ordem de Mérito, concedida pelo General Norman Schwarzkopf, Comandante das Tropas e Forças de Coalizão dos EUA, em reconhecimento por seu papel na Guerra de Libertação do Kuwait, abril de 1991.
- Medalha de Serviço Extraordinário, concedida pelo Chefe do Estado-Maior das Forças Armadas dos Emirados Árabes Unidos, maio de 1992.
- Ordem do Mérito Militar, Classe Extraordinária, concedida pelo Rei Hassan II de Marrocos, abril de 1994.
- Medalha de Libertação do Kuwait, Classe Extraordinária, em reconhecimento ao seu papel e trabalho na Guerra de Libertação do Kuwait, setembro de 1994.
- Medalha da Ordem da Estrela Brilhante, Amarela, concedida por Sua Excelência Liang Cheng, Primeiro-Ministro da República Popular da China, setembro de 1994.
- Classe Extraordinária da Medalha do Kuwait, concedida pelo Emir do Kuwait, Jaber Al Ahmad Al Sabah, junho de 1995.
- Distintivo de Honra da Ordem do Renascimento, Classe Extraordinária, concedido pelo Rei Hussein bin Talal da Jordânia, dezembro de 1996.
- Distintivo de Honra da Ordem do Renascimento, Classe Extraordinária, concedido pelo Rei Abdullah II bin Hussein da Jordânia, dezembro de 1999.
- Ordem do Mérito Militar de Omã, Segunda Classe, concedida por Qaboos bin Said de Omã, fevereiro de 2000.
- Ordem Nacional da Legião de Mérito, grau de Grande Oficial, concedido por Jacques Chirac, Presidente da França, junho de 2002.
- Distintivo de Honra de Ouro da Organização das Nações Unidas para a Alimentação e Agricultura (FAO), apresentado pelo Dr. Jack Diouf, Diretor-Geral da FAO, abril de 2007.
- Distintivo de Honra da Organização das Nações Unidas para Agricultura e Alimentação (FAO) pela Segurança Alimentar e um certificado de reconhecimento internacional do Instituto de Certificação de Práticas Ambientais, apresentado pelo Dr. Jack Diouf, Diretor Geral da FAO, setembro de 2008.
- Legião do Mérito de Jerusalém, concedida por Mahmoud Abbas, presidente palestino, outubro de 2008.
- Ordem do Mérito da República Federal da Alemanha, concedida pelo Dr. Frank Walter Steinmeier, Ministro das Relações Exteriores, outubro de 2008.
- Legião de Mérito, Classe Extraordinária, concedida por Juan Carlos da Espanha, maio de 2008.
- Medalha de ouro do fundador da Global Children's Villages, março de 2009.
- Grande Comandante da Ordem do Defensor do Reino com o título de Tun, conferido por Al Wathiqu Billah Tuanku Mizan Zainal Abidin da Malásia, em 17 de junho de 2011, em reconhecimento aos esforços de Mohamed bin Zayed para trazer amizade e cooperação Malásia-Emirados Árabes Unidos a novas alturas.
- Ordem Gunghwa, oferecida aos Príncipes e Chefes de Governo, conferida pelo presidente sul-coreano Lee Myung-bak em 21 de novembro de 2012.
- Ordem do Mérito Nacional da França, concedida pelo Presidente François Hollande em 15 de janeiro de 2013 em reconhecimento à crescente cooperação entre os Emirados Árabes Unidos e a França.
- Ordem da Grande Estrela Iugoslava, conferida pelo Presidente Filip Vujanovic de Montenegro em 12 de dezembro de 2013.
- Ordem da Independência, a maior homenagem do Kosovo para personalidades internacionais, em 21 de abril de 2014.
- Ouissam el Mohammedi 1st Class, conferido por Mohammed VI de Marrocos em 17 de março de 2015.
- Ordem de Hussein ibn Ali, a maior honra na Jordânia, oferecida a reis e chefes de estado, concedida por Abdullah II bin Al Hussein da Jordânia em novembro de 2018, em reconhecimento ao papel que Mohamed bin Zayed desempenhou na manutenção dos laços de fraternidade e colaboração entre as duas nações em diferentes setores.

## Sumário
- Este artigo foi inicialmente traduzido, total ou parcialmente, do artigo da Wikipédia em inglês cujo título é «Mohamed bin Zayed Al Nahyan».
- Este artigo foi inicialmente traduzido, total ou parcialmente, do artigo da Wikipédia em castelhano cujo título é «Mohamed bin Zayed Al-Nahyan».

Predefinição:Líderes atuais do BRICS